# Relaciones Exteriores de Italia
Las relaciones exteriores de la República Italiana son las relaciones diplomáticas del Gobierno Italiano con el resto del mundo. Como Estado de la Unión Europea, Italia es considerada como una potencia occidental importante desde su unificación en 1861. Su política exterior converge principalmente con la del resto de Estados de la Unión Europea mediante la Política Exterior y de Seguridad Común y la Política Común de Seguridad y Defensa. Sus principales aliados son los países de la OTAN y del G7. Las relaciones exteriores de Italia son gestionadas por el "Ministerio de Asuntos Exteriores y de la Cooperación Internacional" (Ministero degli affari esteri e della cooperazione internazionale). Actualmente el que ocupa este cargo es Antonio Tajani.
Italia es parte de la ONU, la UE, la OTAN, la OCDE, la OSCE, el CAD, la OMC, el G-6, G7, G8, G10, G20, la Unión Latina, el Consejo de Europa, la ASEM, el MEF, entre otros. Asimismo, Italia participa en grupos de toma de decisiones importantes como el G-4 (Europa), el "Quint"  y el Grupo de contacto.

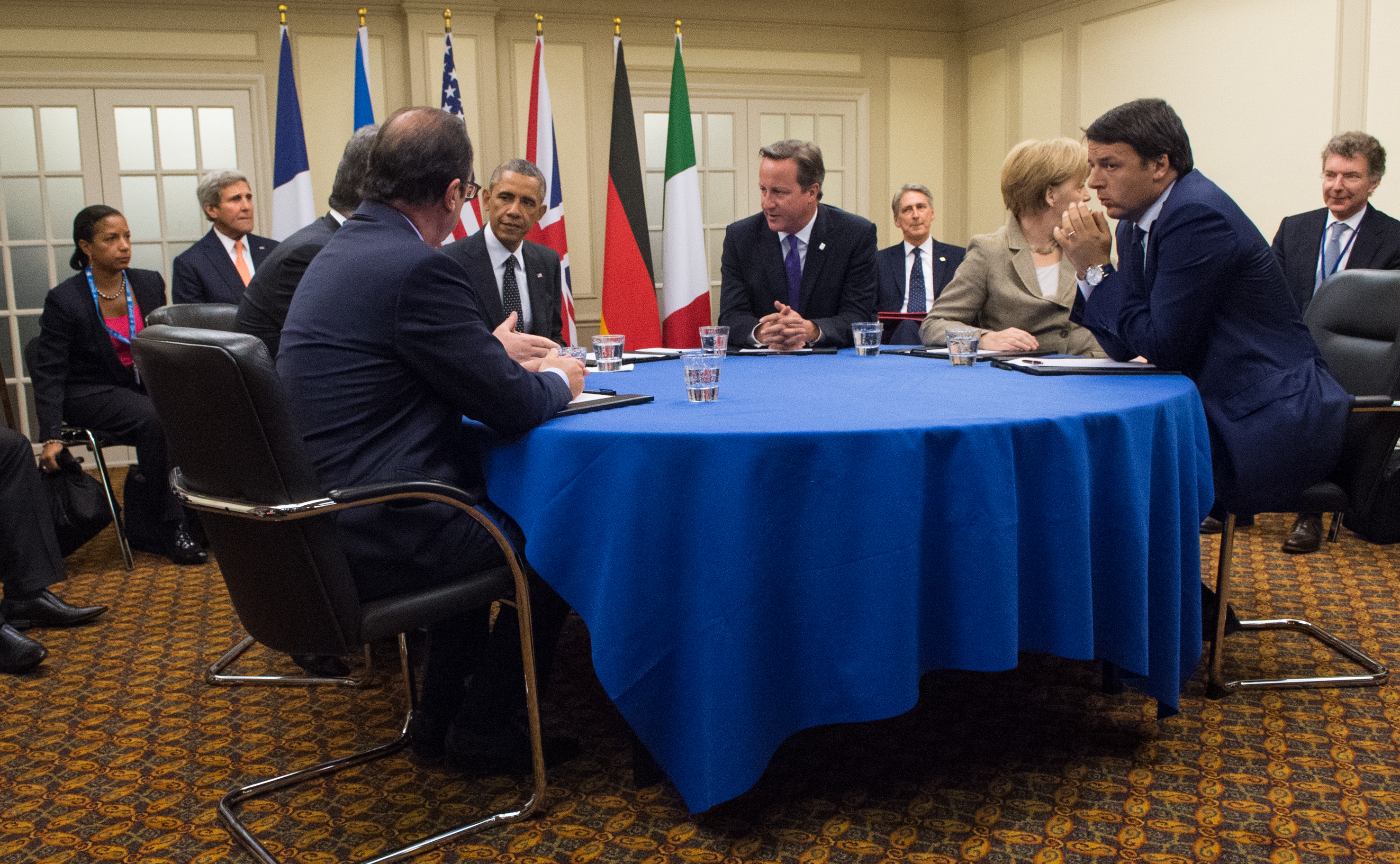
El presidente Barack Obama con los líderes del G4 Hollande, Cameron, Merkel y Renzi durante la Cumbre de Newport de 2014.

Emblema de la República Italiana.

Roma tiene una fuerte repercusión en temas de política y cultura, al ser sede de la Iglesia católica y de varias organizaciones mundiales, como la Organización para la Agricultura y la Alimentación (FAO), el Fondo Internacional de Desarrollo Agrícola (IFAD), el Glocal Forum, o el Programa Mundial de Alimentos (WFP). Italia actualmente cumple un rol importante como Potencia Occidental en la lucha contra el terrorismo, al liderar varias fuerzas multinacionales y, al tener tropas desplegadas en el Medio Oriente, en países como Libia, Irak y Afganistán. Asimismo, el país también juega un papel importante en las antiguas colonias y territorios del Imperio italiano, y es considerado un actor clave en la región mediterránea.

## Historia

Unificación de Italia.

El Risorgimento entre los años 1830-1870 vio el surgimiento de una conciencia nacional. Los italianos lograron la independencia de Austria, de la Casa de Borbón y del Papa, asegurando la unificación nacional. El papado llamó a Francia a resistir la unificación, temiendo que ceder el control de los Estados Pontificios debilitaría la Iglesia y permitiría que los liberales dominaran a los Católicos Conservadores. Italia capturó Roma en 1870 y más tarde formó la Triple Alianza (1882) con Alemania y Austria.
Italia derrotó al Imperio Otomano en 1911-12.  En 1914, Italia había adquirido en África una colonia en la costa del Mar Rojo (Eritrea), un gran protectorado en Somalia y autoridad administrativa en la Libia Turca. Fuera de África, Italia poseía una pequeña concesión en Tientsin en China y las islas del Dodecaneso en la costa de Turquía.
Austria tomó la ofensiva en contra de los términos de la alianza e Italia decidió participar en la Primera Guerra Mundial como principal potencia aliada junto con Francia, el Reino Unido y Japón. Durante la Primera Guerra Mundial, Italia ocupó el sur de Albania para evitar que cayera a manos del Imperio austrohúngaro. En 1917, se estableció un protectorado sobre Albania, que se mantuvo hasta 1920. Italia derrotó al Imperio austríaco en 1918 y se convirtió en uno de los principales ganadores de la guerra.
El gobierno fascista que llegó al poder con Benito Mussolini en 1922 trató de aumentar el tamaño del imperio italiano. En 1935-36, en su segunda invasión de Etiopía, Italia logró vencer y fusionó su nueva conquista con sus viejas sus colonias de África oriental. En 1939, Italia invadió Albania y la incorporó al estado fascista. Durante la Segunda Guerra Mundial (1939-45), Italia formó la alianza con los países del eje, Japón y Alemania nazi y ocupó varios territorios tales como partes de Francia, Grecia, Egipto y Túnez, pero se vio obligado al final a abandonar todas sus colonias y protectorados. Después de la guerra civil y la depresión económica causada por la Segunda Guerra Mundial, Italia disfrutó de un milagro económico, promovió la unidad europea, se unió a la OTAN y se convirtió en un miembro activo de la Unión Europea. Cuando Somalía se hizo independiente en 1960, la experiencia de ocho décadas de Italia con el colonialismo terminó.